# Ode
För biblioteket i Helsingfors, se Helsingfors centrumbibliotek Ode. För ekvationstypen, se Ordinär differentialekvation.
Ode (klassisk grekiska: ὠδή) är en högstämd lyrisk dikt som ofta är avsedd att hylla eller prisa något eller någon.

## Historik
Ursprungligen var den rytmisk men orimmad, i likhet med all klassisk litteratur från antiken. Denna grekiska form av hyllningsdikt framfördes som ett ackompanjerat recitativ. Sedermera har ett ode främst kommit att betyda en dikt som bär på en stark känsla av livslust. Pindaros är känd för sina oden, liksom Horatius. Under romantiken prövade tyskspråkiga poeter som Goethe och Hölderlin på denna form, liksom engelskspråkiga som John Keats och Percy Bysshe Shelley. Den svenske poeten Paul Andersson debuterade med ett Ode till okänd konstellation (1952). Frank O'Hara gav 1960 ut en samling Odes, bland annat ett ode till bildkonstnären Willem de Kooning.

## Exempel på kända oden
- Ode till glädjen, med text av Friedrich Schiller (1785) och musik av Ludwig van Beethoven (1824)
- Ode till en grekisk urna av John Keats (1819)